# Горянское движение
Горянское движение в Болгарии (1944—1956) (болг. Горянско движение) — вооружённое антикоммунистическое сопротивление в последние месяцы и в первые годы после Второй мировой войны. «Горянами» («лесными людьми»; болг. гора — лес) назывались участники националистических партизанских отрядов, которые совершали вооруженные действия против государственного строя в Народной Республике Болгария в первые годы становления коммунистической власти в стране — с 1944 по 1956 год.

## Формирование
7 сентября 1944 года первые части 3-го Украинского фронта вошли в Болгарию. В ночь с 9 на 10 сентября 1944 года армейские части совместно с отрядами болгарских партизан и боевых групп БКП совершили государственный переворот. Правительство Константина Муравиева было насильственно смещено правительством Отечественного фронта, возглавляемым Кимоном Георгиевым.
9 сентября 1944 года считается «рождением» Народной Республики Болгария, равно как и началом сопротивления против неё.
В Народной Республике Болгария, как и во всех восточноевропейских государствах, которые позже стали развиваться по социалистическому пути и вошли в состав Организации Варшавского договора и Совета экономической взаимопомощи, коммунисты предприняли 3 крупных и очень непопулярных политических действия:
- «Народный суд» — внеочередное судебное преследование болгарскими коммунистами всех их политических оппонентов. Народный суд в Болгарии вынес 9155 приговоров, 2680 из которых — смертные и 1921 — о пожизненном заключении. Кроме того, в первые месяцы после переворота болгарские коммунисты часто арестовывали, избивали и иногда расстреливали своих врагов даже без какого-либо формального судебного разбирательства[3].
- коллективизация сельского хозяйства;
- национализация через экспроприацию.

«Народный суд» вызвал общественное сопротивление, которое с 1944 по 1947 года имело индивидуальный, стихийный характер. После 1947 года, когда болгарские коммунисты обратились против некоторых своих бывших союзников из Отечественного фронта и начали коллективизацию и национализацию, горянское движение приобрело характер организованной вооружённой борьбы.

## Политическая платформа
Горяне выступали:
- против коммунистической диктатуры и террора;
- против политических репрессий;
- против насильственной коллективизации и национализации;
- против «советизации» Болгарии;
- за возвращение свободы, демократии и рыночной экономики, которые существовали в Болгарии до 1934 года.

## История групп
Первые группы создаются весной 1945 года и действуют только в тех районах, где были созданы, без связи с другими отрядами. Нелегальные вооруженные группы действовали на территории всей страны. Список групп до сих пор остается неполным, далее приведены наиболее известные отряды:
- Группа Ману Попова в городе Хасково
- Группа Гичу Тодорова в Ямболоско
- Группа Тодор Русинова в Царевска Околоя (округе)
- Группа братьев Руйчевы в районе Верхней Кумы
- Отряды Герасима Тодорова «Террористы» и «Елен» в Святы Врач
- Группа «Г. М. Димитров» в Враце
- Группа ТАНО (Тайная Антибольшевистская Национальная Организация) в Кюстендиле
- Асеновградская группа «Национально-Христианский Крест»
- Первая Среднегорская зелёная гвардия «Никола Петков»
- Группа «Васил Левски» в районе Пловдива.

Группа «Г. М. Димитров».
В июне 1945 года создается группировка под командованием Ивана Лешникова, которая состоит из 11 человек. В сентябре того же года её численность достигает 19 человек, а в октябре доходит до 28. Помимо ручного оружия группа имеет на вооружении 3 артиллерийских орудия. В это же время власть предпринимает меры для её ликвидации. В апреле 1946 года на суд доставлены 63 арестованных по подозрению в причастности к террористической группе. Помимо активных членов, были арестованы помощники и пособники из гражданского населения. Суд вынес 4 смертных приговора, остальные обвиняемые были приговорены к различным срокам тюремного заключения.
«Национально-Христианский крест»
В августе 1947 года, в районе Имарет Дере, недалеко от Смоляна была создана подпольная организация Национально-Христианский крест численностью около 300 человек. Организация ставит своей целью создание подполья в Асеновградском районе и подготовку к вооруженной борьбе. В декабре 1947 года формируется вооруженное крыло организации состоящее из 28 человек. Командиром группы назначается Христо Янчев. В январе 1948 года правительство мобилизует силы для обнаружения и уничтожения незаконного вооруженного формирования. Осуществляются блокады, засады, обыски. В марте 1948 группа была ликвидирована. К суду были привлечены 139 человек, 13 из которых вынесен смертный приговор, 3 пожизненное заключение, 63 были отправлены в лагеря, остальные получили разные сроки тюремного заключения. Но горянам удалось воссоздать вооруженную группу в асеновградском районе, которая была ликвидирована осенью 1950 года.
Первая Среднегорская зелёная гвардия «Никола Петков»
Создается в начале 1948 года и охватывает деревни Пловдивского, Карловского, Пазарджиского и Панагюрского района. На первоначальном этапе, группа включала в себя 13 человек, командиром которых стал Иван Тосев. В июне 1948 года в связи с активностью группы, отряд раскрывается и полностью уничтожается. На двух судебных процессах (один проходил в Пловдиве, второй в Пазарджике) в общей сложности, перед судом предстало 60 человек. Двое были приговорены к смертной казни, 56 к различным срокам тюремного заключения, двое оправданы.
Союз Свободных Воинов.
Весной 1949 года создается незаконная вооруженная группировка «Союз Свободных Воинов» (ССВ). Организация ставит своей целью работу с населением, антиправительственную пропаганду. В том же году создается боевое крыло организации, которое к началу 1950 года достигает 12 человек. Группа проходит по деревням и селам, создавая широкую сеть помощников и сторонников. Осенью того же года, группа была обнаружена и после короткого боя, ликвидирована. В бою были убиты 3 горянина, 5 захвачены, ещё 4 удалось скрыться. 15 декабря 1950 года в Пазарджике на суд было доставлено 29 человек, семеро из которых приговорены к смертной казни, трое к пожизненному заключению, остальные к различным срокам тюремного заключения.
«Оранжевая партия».
Весной 1950 года в Ямбольском районе создается нелегальная организация «Оранжевая партия». Действия организации направлены на сбор средств помощи для горянского движения, а также пропаганда среди бедняков и середняков. Весной 1951 года организация была раскрыта. Из 30-ти задержанных, один был приговорен к смертной казни, остальные к различным срокам тюремного заключения.
Группа в Старозагорском районе.
Примерным период создания подпольной организации считается весна 1948 года. Основной задачей группы являлась закупка оружия и боеприпасов, а также сбор помощи для незаконно репрессированных. После обнаружения организации, остатки группы в октябре 1950 года уходят от преследования и приступают к террористической деятельности. Весной 1951 года группировка полностью ликвидируется. 12 человек приговорены к различным срокам лишения свободы.

## Деятельность
Горянское движение достигло своего пика в 1947—1954 годах. Движение охватывало всю страну, вооруженные акции происходили в том числе в городских районах. Хотя движение имело поддержку со стороны болгарской эмиграции, в основном оно было местным и спонтанным. Сохранилось мало информации о горянском движении, существование которого Болгарские власти долгое время отрицали и скрывали.
Основной силой движения являлось крестьянство, большое влияние на которых оказывали распущенные Болгарская земледельческая партия и Болгарская социал-демократическая партия. Также в горянские отряды вступали бывшие солдаты и офицеры, скрывающиеся от властей, и активисты Внутренней Македонской Революционной Организации (ВМРО). Широкомасштабные действия власти по установке коллективизации, которые начались в 1950-е, оттолкнули крестьянскую массу и вызвали всплеск поддержки Горянского движения.
Сначала движение было плохо вооружено, поэтому члены организации вынуждены были скрываться, опасаясь ареста. В 1947 году активисты движения объединились в боевые группы — Четы (болг. Чети — «Группы»). Преимущественные места дислокации чет стали горные и высокогорные районы страны. В это время, организация насчитывала 28 чет общей численностью 2 тысячи человек.
Отряды были поддержаны более 8000 невооружёнными подпольщиками («ятаками») — пропагандистами, содержателями явочных квартир и пр. В 1951 году Болгарский КГБ зарегистрировал свыше 160 вооружённых отрядов. 52 из них были специально подготовлены и вооружены за рубежом и вторглись в Болгарию из Греции. Движение охватывало многие районы страны. Самое сильное и массовое сопротивление развилось в Сливенской, Старозагорской и Велинградской областях и в Пиринской Македонии. В Павел-Бане 1953—1954 действовала анархистская группа Христо Несторова, в Русе чета Цанко Иванова
В Пиринском крае сопротивление было особенно сильным в 1947—1948 гг. Одна из самых крупных чет была сформирована Герасимом Тодоровым, контролировала большую часть Санданской околии (округа). Совершала походы и атаки в долину реки Месты — до Разложко и на юг — до Неврокопско (ныне — Гоцеделчевско), а тж. и на Горноджумайско (ныне — Благоевградско). В 1948 году тысячи милиционеров и солдат блокировали большую часть Северного Пирина. В Горноджумайской и в других околиях было введено осадное положение. Четники были изолированы от ятаков и после двухнедельного боя разбиты. Попавший 31 марта в окружение, Герасим Тодоров покончил с собой. Но, вопреки всему, в Пиринском крае в том же 1948 году Борислав Атанасов и ещё несколько членов ВМРО пересекают греческо-болгарскую границу и создают новую нелегальную организацию…
Крупное столкновение произошло в 1951 году. 13 тысячная группировка полиции и сухопутных сил развернула наступление в районе Сливена. 1 июня, 6 тысяч военнослужащих окружили чету Георгия Стоянова состоящую из 106 человек. Бой продолжался двое суток, на исходе 2 июня горяне сумели прорвать кольцо окружения и спасти раненных, но около 40 участников движения были убиты. Стоянов был схвачен в конце 1951 года, осужден и казнён, но его группировка продолжала сопротивление. В 1952 году её состав доходит до 156 человек. Она захватывает село Раково близ Сливена, которое удерживает на протяжении трёх суток.
Одним из немногих признанных инцидентов с участием антикоммунистического сопротивления, является бой 2 июля 1953 года, в котором были убиты пограничники Вергил Ваклинов и Дончо Ганев. Ваклинов, погибший при исполнении служебного долга, посмертно был прославлен в массовой культуре.
В середине 1950-х власти смогли подавить горянское движение, которое практически сошло на нет. Средняя продолжительность жизни групп составляла 7-8 месяцев. За период 1949—1953 гг. было уничтожено 440 чет. Всего через горянское движение прошло более 7000 человек. С 1951 год по 1962 год из греческой столицы Афины велась антикоммунистическая пропаганда на болгарском языке радиостанцией «Горянин».